# Фирджан
Фирджан е арабско племе в североизточна Либия, съсредоточено в община Сирт, Аджабия и Бенгази.

## Въстание през 2011
Докато много хора от Фирджан се присъединяват към въстанието срещу Муамар Кадафи (повечето от Аджабия и Бенгази), статуса на други като тези в Сирт е несигурен. Халифа Белкасим Хафтар, сегашния командир на Либийската народна (въстаническа) армия, произхожда от племето. Брат му е глава на общността в Бенгази.